# Bartel Mały
Bartel Mały – osada leśna w Polsce, w województwie pomorskim, w powiecie starogardzkim, w gminie Kaliska.
Do 2023 miejscowość była częścią wsi Bartel Wielki.
Bartel Mały należy do sołectwa Bartel Wielki.  
W latach 1975–1998 miejscowość administracyjnie należała do województwa gdańskiego.